# Моралес, Леонель
Леоне́ль Мора́лес (исп. Leonel Morales; 2 сентября 1988, Ла-Пас, Боливия) — боливийский футболист, левый защитник клуба «Боливар» и сборной Боливии.

## Клубная карьера
Леонель Моралес родился в Ла-Пасе. Он начал свою карьеру в клубе «Университарио» из Сукре в 2007 году и дебютировал за него в этом году в турнире Клаусура.
Моралес в основном был игроком запаса, так как клуб выбирал других игроков на его позицию. Но в 2011 году после ухода основного игрока команды Марвина Бехарано в «Ориенте Петролеро» Моралес стал игроком основного состава и заслужил вызов в сборную Боливии. 7 марта 2012 года игрок провёл последнюю игру за «Университарио», выиграв у клуба «Аурора» со счётом 2:0. 8 марта 2012 Моралес на правах аренды с правом выкупа перешёл в клуб «Шериф». Защитник играл в новом клубе на протяжении 2012 года.
В декабре 2012 года вернулся в Боливию. 17 февраля 2013 подписал контракт с клубом «Боливар», где был игроком запаса. По завершении сезона перешёл в «Реал Потоси». В этом клубе он стал игроком стартового состава, а 16 мая 2014 в матче против «Ориенте Петролеро» впервые в карьере забил гол. В середине 2014 года перешёл в клуб «Блуминг».

## Международная карьера
14 октября 2014 года Леонель Моралес дебютировал за сборную. В товарищеском матче против Чили он вышел в стартовом составе и отыграл все 90 минут. Матч закончился со счётом 2:2. 2 июня 2015 Маурисио Сория включил защитника в заявку на Кубок Америки 2015. Моралес сыграл во всех четырёх матчах турнира: против Мексики, Эквадора, Чили и Перу.

## Достижения
- Чемпион Молдавии (1): 2011/12
- Победитель Апертуры Боливии (1): 2008